# The Day That Never Comes
«The Day That Never Comes» és el trentè senzill de la banda estatunidenca Metallica, presentat senzill de debut de l'àlbum Death Magnetic el 21 d'agost de 2008.
Les lletres de la cançó tracten sobre el perdó i el ressentiment. Ulrich va explicar que estava inspirada en la relació pare-fill.
El videoclip per la cançó fou dirigit pel danès Thomas Vinterberg i filmat al desert dels afores de Los Angeles. Es va estrenar l'1 de setembre de 2008 en el lloc web oficial de la banda. La història que representa el videoclip té una perspectiva diferent del presentat per les lletres, ja que conté un rerefons polític i bèl·lic, i es tracta més la humanitat vers els altres.
Va tenir un bona rebuda internacionalment, el millor senzill en dues dècades des del «The Memory Remains» (1997) i arribant a ser número 1 en algun país com Finlàndia, Noruega i Polònia, i també en la llista estatunidenca de rock.
La cançó es va incloure en diversos videojocs musicals com Guitar Hero III: Legends of Rock, Guitar Hero: World Tour, Guitar Hero: Metallica, Guitar Hero 5, Band Hero, Guitar Hero: Warriors of Rock i DJ Hero 2.

## Llista de cançons
| Núm. | Títol                                | Composició | Durada |
| ---- | ------------------------------------ | ---------- | ------ |
| 1.   | «The Day That Never Comes»           |            | 7:56   |
| 2.   | «No Remorse» (directe, Orlando 2003) |            | 5:33   |